# 2012-es Gent–Wevelgem-kerékpárverseny
A 2012-es Gent–Wevelgem-kerékpárverseny a 74. volt 1934 óta az itt szervezett versenyek közül. 2012. március 25-én rendezték meg. A verseny része a 2012-es UCI World Tournak. Elsőként Tom Boonen haladt át a célvonalon, őt követte Peter Sagan és Matti Breschel.

## Eredmény
|    | Versenyző                  | Csapat                    | Idő     | UCI World Tour Pontok |
| -- | -------------------------- | ------------------------- | ------- | --------------------- |
| 1  | Tom Boonen (BEL)           | Omega Pharma–Quickstep    | 5:32:44 | 80                    |
| 2  | Peter Sagan (SVK)          | Liquigas-Cannondale       | + 0     | 60                    |
| 3  | Matti Breschel (DEN)       | Rabobank                  | + 0     | 50                    |
| 4  | Óscar Freire (ESP)         | Katyusa                   | + 0     | 40                    |
| 5  | Edvald Boasson Hagen (NOR) | Sky Procycling            | + 0     | 30                    |
| 6  | Daniele Bennati (ITA)      | RadioShack–Nissan–Trek    | + 0     | 22                    |
| 7  | Marco Marcato (ITA)        | Vacansoleil               | + 0     | 14                    |
| 8  | Steve Chainel (FRA)        | FDJ-BigMat                | + 0     | 10                    |
| 9  | Filippo Pozzato (ITA)      | Farnese Vini–Selle Italia | + 0     | –                     |
| 10 | Giovanni Visconti (ITA)    | Movistar Team             | + 0     | 2                     |